# Suvd Tuul
Suvd Tuul, född 17 september 1970, är en mongolisk bågskytt. Hon deltog vid olympiska sommarspelen 1988.